# اندیس گردز
گردز یک اندیس فلزی است که در حوالی شهر سهل آباد استان خراسان قرار دارد و مادهٔ معدنی موجود در آن، مس است.سنگ میزبان این اندیس سنگهای بازیک و الترا بازیک است و دیرینگی آن به دوران کرتاسه بالایی می‌رسد. در این اندیس، پاراژنز‌های کریزوکول، آزوریت، کوارتز یافت می‌شوند.